# 宜陽公主
宜陽公主（?—?），中国南北朝北魏公主。
宜陽公主嫁给了穆观，穆观是太尉、侍中穆崇之子，门下中书出纳诏命从来有所遗漏，魏明元帝把宜陽公主嫁给他。穆观拜为驸马都尉，后为太尉、宜都王。穆观之子穆寿是樂陵公主的驸马，穆寿的儿子穆正国是长乐公主的驸马，穆正国的哥哥穆平国是城阳公主的驸马。穆正国的儿子有穆平城、穆长城、穆彧。穆平城与始平公主冥婚。

## 传记资料
- 《魏书·卷二十七·列传第十五》
- 《册府元龟 卷三百 外戚部·总序》
- 《北史·卷二十·列传第八》